# Porta della Vittoria
Die Porta della Vittoria (Tor des Sieges) war ein Stadttor des mittelalterlichen Palermo in der Nähe der heutigen Via Lincoln.
Das Tor war arabischen Ursprungs und gehörte zu der arabischen Stadtmauer Palermos. Durch dieses Tor hindurch erfolgte die Eroberung Palermos durch die Normannen. Zur Erinnerung an den Sieg ließ Roger I. das Tor in eine der Muttergottes geweihte Kapelle integrieren.
1542 wurde über der alten Kapelle Maria della Vittoria (Maria vom Sieg) das Oratorio dei Bianchi errichtet. Die Existenz des Tores geriet in Vergessenheit. Erst 1866 entdeckte Michele Amari die Reste des Tores hinter einem Steinaltar wieder.